# Valentina Pelinel
Valentina Pelinel (n. 1980, București) este un fotomodel din România.
A fost căsătorită cu omul politic Cristian Boureanu până în anul 2014.
În anul 1999, Valentina Pelinel a câștigat concursul „Top Model România” și astfel a reușit să ajungă fotomodel la New York, în Statele Unite.
Are un CV bogat în colaborări cu designeri cunoscuți și apariții în spoturi publicitare, la care se adaugă și rolul din filmul „După ea”, în regia Cristinei Ionescu, alături de Dragoș Bucur și Dana Nălbaru.